# Екслібрис бібліофіла Сергія Сільванського
Екслібрис бібліофіла Сергія Сільванського — рідкісний зразок книжкового знака, котрий створив 1928 року художник Сілін Олександр Дмитрович для бібліофіла з міста Херсон Сільванського Сергія (1893-1937).

## Дещо про бібліофіла С. Сільванського

Сергій Олександрович Сільванський

Сергій Сільванський походив з дворянської родини, що мешкала в місті Херсон. Закінчив в рідному місті 1-у чоловічу гімназію . Перебрався у Москву, де влаштувався у Московський університет, закінчив юридичний факультет. Праця з книгами сприяла у студента появі захоплення історією друку та книжковим знаком. Захоплення не вщухло і після закінчення університету та повернення у Херсон. Не маючи серйозних конкурентів, молодий Сергій Сільванський поринув у вивчення історії друку і колекціонування. Він зібрав як власну бібліотеку, так і екслібриси, зразки старожитностей щодо Херсонщини тощо.
Зрілі роки Сергія Сільванського припали на трагічні десятиліття громадянської війни, розвал на промисловості і транспорті, мільйонну еміграцію з країни, репресії років Леніна, а потім Сталіна. Тим не менше з молодого юриста виробився дослідник книги та екслібриса, що збирав історичні матеріали щодо Херонщини, книги, місцеву старовину тощо. Колекція Сільванського мала власне «обличчя», позаяк була переважно створена з книжкових знаків провінційних майстрів, мало відомих у столицях. Вивчення зібраних матеріалів сприяло систематизації власного зібрання та створенню статей для періодичних видань та книг, серед них (російською)—
- "Провинциальные книжные знаки"[2]
- "Песни сердца"
- "Библиотеки старого Херсона"
- "Херсонская художественная выставка. 1927 г."
- "Старый Херсон. I. Греческое предместье"
- "Книжные знаки Александра Скворцова"
- "Книжные знаки Р.В. Фреймана"[2] та інші.

Більшовицькі репресії в краї примусили Сегія Сільванського перебратися у знайому йому з студентських років Москву. Він перевіз туди і власну колекцію. Загроза власної смерті і знищення його колекції примусили володаря продати всі книжкові знаки вроздріб і вони стануть частинами різних приватних збірок. Події останніх років бібліофіла та дослідника екслібрисів відомі мало. Лише нещодавно були знайдені свідоцтва про його смерть навесні 1937 року...

## Екслібрис для С. Сільванського 1928 р.
Про бурхливі події тогочасної пори з її метушнею і божевіллям замін старого на нове і небачене розповів цей  екслібрис роботи художника Сіліна.  Він створений для С. Сільванського у 1928 році. Художник подав якусь бібліотечну залу, де читачі заглиблені у книжкові пошуки. Однак спокій читальної зали потривожений натовпом за відкритим вікном, де з галасом здирають з величної споруди герб Російської імперії. Про важливі висновки самого хдожника свідчив незвично довгий напис на екслібрисі (російською) — 
| Революции сметают царей, но книга была и будет вечным властителем человечества. |
Екслібрис С. Сільванського роботи О.Д. Сіліна був відомий завдяки передруку в альбомі. Але оригінал екслібриса не могли знайти ні в приватких колекціях, ні в державних бібліотеках. Адже передрук — ще лише зображення з сюжетом, помітно більше дає зустріч з оригіналом, що вже має власну «біографію».
Один оригінал екслібриса С. Сільванського був знайдений вісім десятиліть потому на пошкодженому екземплярі альбому в Білоруській національній бібліотеці. Відомо, що бібліотека отримала альбом лише 1975 року шляхом чергового придбання в букіністичній крамниці. Сергій Сільванський був свого часу відомим бібліофілом у Москві та колекціонером книжкових знаків. Його приватна бібліотека зникла і її розшуки тривають до початку 21 ст.